# Kujō Tsunenori
Kujō Tsunenori (九条 経教?   1331 - 13 de junio de 1400) fue un kugyō (cortesano japonés de alta categoría) que vivió durante la era Nanbokucho. Fue miembro de la familia Kujō (derivada del clan Fujiwara) e hijo de Kujō Michinori.
Ingresó a la corte imperial en 1335 con el rango jugoi superior y en 1336 fue nombrado chambelán. En 1337 fue ascendido al rango shōgoi inferior y luego al jushii inferior. En 1338, siendo parte de la Corte del Norte, fue promovido al rango shōshii inferior y luego al rango jusanmi. En 1339 fue designado vicegobernador de la provincia de Iyo. Fue nombrado gonchūnagon en 1341, elevado al rango shōsanmi en 1343 y promovido a gondainagon en 1344. En 1346 fue ascendido al rango junii.
En 1347 fue nombrado udaijin y en 1348 fue ascendido al rango shōnii. Ocupó el cargo de sadaijin entre 1349 y 1360, fue promovido al rango juichii en 1355 y fue nombrado líder del clan Fujiwara en 1358. También en 1358 fue nombrado kanpaku (regente) del Emperador Go-Kōgon de la Corte del Norte (hasta 1361). En 1395 abandonó su vida como cortesano y se convirtió en monje budista (shukke) tomando el nombre de Yūen (祐円?), hasta su muerte en 1400.
Tuvo varios hijos, entre ellos a Kujō Tadamoto, Kujō Noritsugu, Kujō Mitsuie y el monje Kyōkaku.